# Strakonice

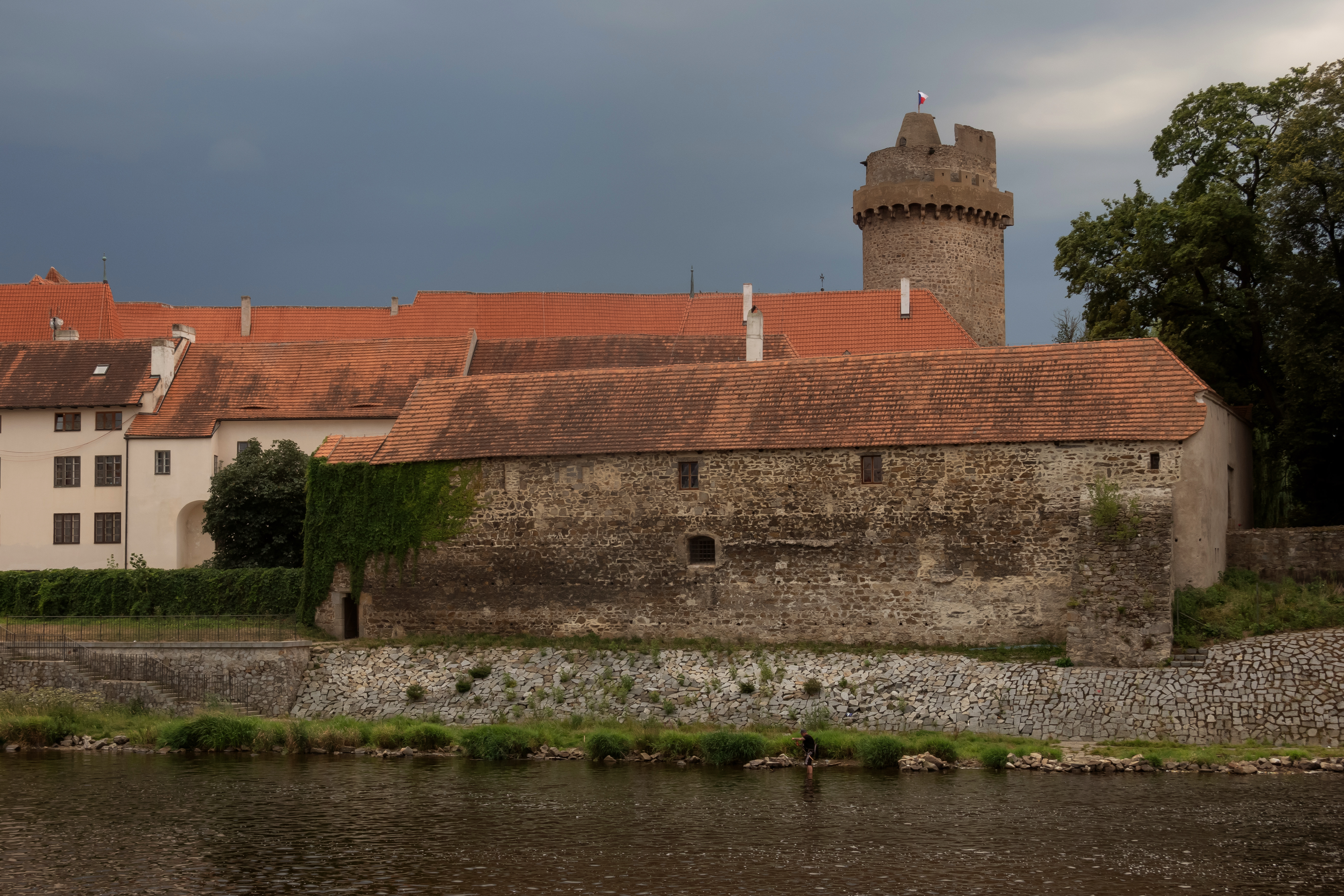
El castillo Strakonice

Strakonice es la localidad-capital del distrito de Strakonice en la región de Bohemia Meridional, República Checa, con una población estimada a principio del año 2018 de 22 888 habitantes. 
Se encuentra ubicada al noroeste de la región, cerca de la orilla del río Moldava —el principal afluente del río Elba— y de la frontera con las regiones de Pilsen y Bohemia Central.

### Historia
En el lugar de la actual ciudad originalmente se encontraron cuatro pueblos (Strakonice, Bezděkov, Žabokrty y Lom) que se unieron y crearon la ciudad de Strakonice. En el año 1243 Bavor I y su esposa Bolemila ofrecieron como regalo la mitad de su castillo a la Orden de los Caballeros de Malta quienes habían construido una iglesia gótica y un monasterio. En el año 1367 Bavor IV confirmó un privilegio y Strakonice se convirtió en una ciudad oficial. Unos años después, por orden de Baviera, se vendió la otra mitad del castillo que llegó a ser la sede de convención. Otro desarrollo importante se produjo durante el siglo XIX cuando fue establecida la fábrica de Fezco y, en el siglo XX, la de Česká Zbrojovka.

### Administración municipal y política
La ciudad se divide en siete zonas catastrales y consta de ocho barrios:
·       Strakonice I – 13 695 habitantes
·       Strakonice II – 4871 habitantes
·       Dražejov – 1352 habitantes
·       Hajská – 49 habitantes 
·       Modlešovice – 166 habitantes
·       Přední Ptákovice – 2429 habitantes
·       Střela – 46 habitantes y Virt – 82 habitantes
Antiguamente formaban parte de la ciudad los pueblos Droužetice, Mutěnice, Rovná y Řepice; en la actualidad funcionan de forma independiente. 

### Economía
Strakonice es tradicionalmente una ciudad de industria textil, de maquinaria y de cervecería. 
La industria textil es representada especialmente por la fábrica de Fezco que en el año 1812 empezó a producir los famosos feces. Hicieron también boinas y otros tipos de gorros, mantas o telas de lana. Hoy en día se especializan, sobre todo, en la producción de materiales para tapizar coches. 
ČZ (La Fábrica de Armas Checa) fue establecida en el año 1919. A principio fabricó solamente pistolas, escopetas de aire comprimido y armas automáticas; pero desde 1929 han fabricado también bicicletas y, desde el año 1932, motocicletas. Unos años después la fábrica fue nacionalizada y la industria de armas se cerró. 
La ciudad de Strakonice obtuvo en el año 1367 el derecho para producir cerveza, aunque ya se había hecho antes. En la actualidad las marcas más destacadas son Dudák, Klostermann o Velkopřevor. 

### Cultura
La ciudad es conocida gracias a su Festival Internacional de Gaiteros. Empezó en el año 1967 con motivo del aniversario de fundación de la ciudad. Tiene lugar cada dos años a finales de septiembre y llegan gaiteros de toda Europa. 

#### Otros eventos importantes
·       Fuegos artificiales del año nuevo – el día del Año Nuevo se organizan los tradicionales fuegos artificiales a orillas del río Otava
·       Tattoo Jam – festival de tatuajes
·       La Fiesta de San Wenceslao – una de las ferias más grandes de la República Checa
·       Dance show – exhibición de grupos de baile

### Servicios

#### El hospital
El hospital de Strakonice ofrece 314 camas y cada año nacen más de 800 bebés. 

#### Oficina de turismo
El centro informa sobre monumentos y otras atracciones turísticas, alojamiento, servicios de comidas y sobre los eventos culturales. Además, disponen de folletos publicitarios, mapas, postales y guías para los turistas. 

### Personajes destacados de la ciudad
František Ladislav Čelakovský (1799–1852): poeta, traductor y eslavista 
Jaroslav Dvořák Šumavský (1857–1964): pintor y grafista
Jaroslav Formánek (1884–1938): gaitero, profesor 
Zdeněk Troška (* 1953): director de cine
Hana Křížková (* 1957): actriz de musical, cantante
Pavel Pavel (* 1957): arqueólogo experimental 

### Monumentos

#### El castillo de Strakonice
·       El castillo es de estilo gótico y tiene dos torres; la primera se llama Jelenka y fue construida en el siglo XVI. Lleva su nombre porque fue la sala donde los cazadores hicieron los banquetes después de la caza. La segunda torre proviene del siglo XIV y es de estilo gótico. Cerca del castillo está la Iglesia de San Prokop donde se encuentran las copias de la Virgen María.   

#### La iglesia de Santa Margarita
·       Una iglesia gótica construida en los años 1580–1583.

#### La biblioteca de Šmidinger
Es una de las bibliotecas más antiguas de la República Checa.